# Söra
Söra är ett område i tätorten Åkersberga i Österåkers kommun. Området består mestadels av villor och radhus byggda på 1970/80/90-talet. Men det har även under 2010/20-talet börjat byggas lägenheter i området. 
Det finns även en simhall ”Söra simhall”, en skola F-9 ”Söraskolan” och en förskola ”Luffarbackens förskola”.
Kommunikationer i området är bussar till bland annat Åkersberga station, Danderyds sjukhus och Humlegården. Roslagsbanans linje 28 har även två järnvägsstationer (Tunagård och Åkersberga station) inom gångavstånd till Söra. Precis som resten av Åkersberga så ligger Söra intill länsväg 276 som går mellan Norrtälje och Trafikplats Rosenkälla, där den ansluter till länsväg 265 och E18 Norrtäljevägen.
Avståndet till Åkersberga centrum, tätortens stadskärna är 1-3 kilometer.